# Ayzieu
Ayzieu è un comune francese di 152 abitanti situato nel dipartimento del Gers nella regione dell'Occitania.

## Società

### Evoluzione demografica
Abitanti censiti